# Vụ rò rỉ khí ga Visakhapatnam
Vụ rò rỉ khí ga Visakhapatnam, còn được gọi là Vụ rò rỉ khí ga Vizag, là một tai nạn công nghiệp xảy ra tại nhà máy hóa chất LG Polymers ở làng RR Venkatapuram (gần Gopalapatnam), ngoại ô Visakhapatnam, Andhra Pradesh, Ấn Độ vào sáng sớm ngày 7 tháng 5 năm 2020. Khí gas bị rò rỉ trải rộng trên bán kính khoảng 3 km, ảnh hưởng đến nhiều khu vực và làng mạc gần đó, khiến hơn 1.000 người bị thương. Tính đến 5 giờ chiều ngày 8 tháng 5 (theo giờ UTC), số người thiệt mạng đã tăng lên 13 người.
Theo báo cáo sơ bộ, khí styrene bị nghi ngờ là nguyên nhân gây ra vụ rò rỉ.

## Tổng quan
Nhà máy hóa chất tại làng Venkatapuram được thành lập vào năm 1961 với tên gọi Hindustan Polyme. Nhà máy này sản xuất polystyrene, các sản phẩm co-polymer cùng các hợp chất nhựa. Năm 1978, nó được sáp nhập với McDowell Co. và sau đó tiếp quản bởi LG Chem, công ty có trụ sở tại Hàn Quốc (đã đổi tên thành LG Polymers Ấn Độ vào năm 1997).

## Rò rỉ và ảnh hưởng

### Vụ rò rỉ
Vào ngày 7 tháng 5 năm 2020, nhà máy đã được mở lại sau lệnh đóng cửa do ảnh hưởng của đại dịch COVID-19. Nhà máy có 2000 tấn styrene được lưu trữ trong các bể chứa. Tuy nhiên, các bể chứa này hầu như bị bỏ mặc trong thời gian đóng cửa. Bên cạnh đó, monome styren vẫn ở dạng lỏng ở nhiệt độ phòng (20-22 °C) và sẽ dễ dàng bay hơi khi nhiệt độ tăng cao hơn nhiệt độ phòng. Người ta cho rằng một trục trặc nhỏ trong thiết bị làm lạnh của các bể chứa đã gây ra sự cố, khiến nhiệt độ và áp suất hơi tăng lên. Vào khoảng 2:30 đến 3:00 phút sáng, khi hoạt động bảo trì đang diễn ra, khí gas bắt đầu rò rỉ từ nhà máy rồi nhanh chóng lan sang các làng mạc, khu vực lân cận. Cảnh sát Visakhapatnam bác bỏ những báo cáo cho rằng có một vụ rò rỉ thứ hai.

### Ảnh hưởng tức thời
xxxxthumb|Những người bị bất tỉnh được tìm thấy trên đường phố sau vụ rò rỉ]]
Khí ga lan rộng trên phạm vi bán kính 3 km, gây ảnh hưởng lớn đến 5 ngôi làng: RR Venkatapuram, Padmapuram, BC Colony, Gopalapatnam và Kamparapalem. Hàng trăm người nhanh chóng đến bệnh viện sau khi khởi phát những triệu chứng khó thở, nóng rát ở mắt. Nhiều người đã được phát hiện nằm bất tỉnh trên mặt đất do ảnh hưởng của khí gas. Theo ước tính ban đầu, ít nhất 11 người đã thiệt mạng và có đến 20-25 người đang trong tình trạng nguy kịch. Báo cáo cho biết có hơn 1.000 người đã phơi nhiễm với chất khí lan ra từ nhà máy.

## Cứu trợ và cứu hộ
Gần 200-250 gia đình đã được sơ tán khỏi các ngôi làng trong bán kính 5 km từ nhà máy. Theo báo cáo từ một cơ quan truyền thông, khoảng 300 người bắt buộc phải nhập viện. Thủ hiến Bang Andhra Pradesh ông YS Jaganmohan Reddy đã công bố khoản đền bù ₹10 triệu (160.000 USD) cho thân nhân của người quá cố. Ông cũng tuyên bố sẽ dành khoản tiền ₹25.000 (390 USD) cho những người được điều trị ngắn hạn, ₹100.000 (1.6000 USD) cho những người được điều trị dài hạn cùng ₹1 triệu (US$16,000) ₹1 triệu (16.000 USD) cho những trường hợp phải dùng đến máy thở.
Để ngăn chặn sự phát tán cũng như vô hiệu hóa khí ga, khoảng 500 kg butyl catechol (PTBC) sẽ được gửi từ Vapi, Gujarat đến Daman bằng đường bộ. Từ nơi này, chúng sẽ được chính quyền bang Andhra Pradesh không vận đến hiện trường vụ tai nạn. Chính phủ trung ương cũng cử một đội CBRN (hóa học, sinh học, phóng xạ và hạt nhân) của Lực lượng ứng phó thảm họa quốc gia (NDRF) di chuyển bằng đường hàng không từ Pune đến địa điểm này.

## Cuộc điều tra
Theo điều tra ban đầu, một sự cố ở phần van ga được cho là đã gây ra rò rỉ. Vụ rò rỉ bắt nguồn từ một trong hai bể chứa hóa chất đã bị bỏ mặc kể từ tháng 3 năm 2020 do lệnh đóng cửa vì COVID-19. Sự cố xảy ra tại hệ thống làm lạnh của bể đã dẫn đến việc gia tăng nhiệt độ, làm cho hóa chất lỏng bay hơi. Khí bị rò rỉ được nghi là styren. Tuy nhiên, các chuyên gia đã tuyên bố rằng các hóa chất khác cũng có thể đã bị rò rỉ, vì styrene không có khả năng lan rộng tới 4 hoặc 5 km do tính chất hóa học của nó.

### Hành động pháp lý
Cảnh sát địa phương đã tiến hành đệ trình một báo cáo thông tin ban đầu nhằm chống lại LG Chem theo mục 278 (làm cho bầu không khí trở nên nguy hiểm cho sức khỏe), mục 284 (hành vi bất cẩn liên quan đến chất độc), mục 285 (hành vi bất cẩn liên quan đến hỏa hoạn hoặc chất dễ cháy), mục 337 (gây ra bị tổn thương do hành động gây nguy hiểm đến tính mạng hoặc sự an toàn cá nhân của người khác), mục 339 (gây tổn thương nặng nề bằng hành động gây nguy hiểm đến tính mạng) và mục 304 (gây ra cái chết bằng cách thực hiện bất kỳ hành động liều lĩnh hoặc bất cẩn nào mà không thể quy vào tội giết người) của Bộ luật hình sự Ấn Độ.

#### Tòa án Xanh Quốc gia
Một kiến nghị đã được đệ trình lên Tòa án Xanh Quốc gia (NGT), yêu cầu một cuộc điều tra về vụ việc, tiến hành bởi một ủy ban cấp cao. Quan tòa bao gồm Chủ tịch NGT, Thẩm phán Adarsh Kumar Goel. Vụ kiện dự kiến sẽ diễn ra vào ngày 8 tháng 5 năm 2020.
Vào ngày 8 tháng Năm, quan tòa ra lệnh cho Công ty LG Polyme Ấn Độ cứu trợ ₹60 triệu (7,8 triệu USD) như một khoản tiền ban đầu nhằm giảm thiểu thiệt hại do sự cố. Tòa cũng ra thông cáo cho Ủy ban kiểm soát ô nhiễm Andhra Pradesh (APPCB), Ban kiểm soát ô nhiễm trung ương (CPCB) và Bộ Môi trường, Lâm nghiệp và Biến đổi khí hậu (MoEFCC) nhằm tìm kiếm phản ứng của các ban và Bộ. Họ cũng đã thành lập một ủy ban tìm hiểu thực tế gồm năm thành viên để thăm dò vụ việc nhằm cung cấp báo cáo cho tòa án. Ủy ban sẽ được giám sát bởi cựu thẩm phán Tòa án tối cao Bang Andhra Pradesh, ông B. Seshasayana Reddy.

#### Ủy ban Nhân quyền
Ủy ban Nhân quyền Quốc gia (NHRC) đã phát đi thông điệp đến cơ quan nhà nước cũng như chính quyền trung ương về vụ tai nạn. NHRC chỉ trích vụ việc là vi phạm thô bạo quyền con người. Họ đã yêu cầu chính quyền địa phương báo cáo chi tiết về hoạt động cứu hộ, việc điều trị y tế cho những người bị phơi nhiễm cùng với sự cứu trợ cung cấp cho các gia đình bị ảnh hưởng.